# The Negotiator (romance)
The Negotiator é um livro de Frederick Forsyth. Ambientado nos dias anteriores ao colapso na União Soviética tem como temática central a possível falta de petróleo devido ao uso cada vez maior vis-a-vis a falta de novas fontes do insumo e de um eventual desarmamento das potências. A história gira em torno do assassinato do filho do presidente estadunidense, como uma maneira de força-lo à renuncia, já que ele articulava um tratado de desarmamento com a União Soviética. O livro fica melhor quando o negociador (o personagem do livro) sai à caça dos assassinos e sobretudo das explicações por trás do crime.